# فالنتينا يغوروفا
فالنتينا ميخائيلوفنا يغوروفا ( (الروسية: Валентина Михайловна Егорова)، من مواليد 16 فبراير 1964) عداءة مسافات طويلة من روسيا. ولدت في تشيبوكساري. حصلت على أول ميدالية لها في الماراثون في بطولة أوروبا لألعاب القوى عام 1990، حيث حصلت على الميدالية الفضية بحلولها في المركز الثاني.

## المسار المهني
شاركت إيغوروفا في سباق الماراثون للنساء ضمن الفريق الموحد في دورة الألعاب الأولمبية الصيفية لعام 1992 التي أقيمت في برشلونة بإسبانيا، حيث فازت بالميدالية الذهبية متخطّية الرياضية اليابانية يوكو أريموري التي حلّت في المركز الثاني. فازت باللقب العالمي الثاني في بطولة العالم لألعاب القوى 1995 نصف ماراثون.
عادت للمنافسة باسم روسيا في دورة الألعاب الأولمبية الصيفية لعام 1996 التي أقيمت في أتلانتا، حيث فازت بالميدالية الفضية في الماراثون السيدات، وتغلبت مرة أخرى على يوكو أريموري التي حلّت هذه المرة في المركز الثالث. كان آخر ظهور رئيسي لها في أولمبياد سيدني 2000 ، حيث فشلت في إنهاء الماراثون الأولمبي.
على سباقات الطريق، فازت إيغوروفا بماراثون طوكيو الدولي للسيدات عامي 1993 و1994 حيث سجلت زمناً قدره 2:26:40 و 2:30:09 على التوالي؛ وفازت بماراثون ناغانو الأولمبي التذكاري في عام 1999 بزمن 2:28:41. احتلت المركز الحادي عشر في ماراثون ناغويا عام 2001 بزمن بلغ 2:28:40 ساعة.

## المسابقات الدولية
| العام                 | المسابقة                                       | المكان                     | المركز                | ملاحظة                |                                                                |
| مثّلت الاتحاد السوفيتي | مثّلت الاتحاد السوفيتي                          | مثّلت الاتحاد السوفيتي      | مثّلت الاتحاد السوفيتي | مثّلت الاتحاد السوفيتي |                                                                |
| --------------------- | ---------------------------------------------- | -------------------------- | --------------------- | --------------------- | -------------------------------------------------------------- |
| 1990                  | بطولة أوروبا لألعاب القوى 1990                 | سبليت، صربيا والجبل الأسود | 2nd                   | الماراثون             | 2:31.32 [الإنجليزية]                                           |
| 1991                  | بطولة العالم لألعاب القوى 1991                 | طوكيو                      | —                     | الماراثون             | بطولة العالم لألعاب القوى 1991 – ماراثون سيدات ‏                |
| مثّلت الفريق الموحد    |                                                |                            |                       |                       |                                                                |
| 1992                  | ألعاب القوى في الألعاب الأولمبية الصيفية 1992  | برشلونة                    | 1st                   | الماراثون             | ألعاب القوى في الألعاب الأولمبية الصيفية 1992 – سيدات ماراثون ‏ |
| مثّلت روسيا            |                                                |                            |                       |                       |                                                                |
| 1995                  | World Half Marathon Championships [الإنجليزية] | مونبليار، فرنسا            | 1st                   | نصف الماراثون         | 1:09:58                                                        |
| 1996                  | ألعاب القوى في الألعاب الأولمبية الصيفية 1996  | أتلانتا، الولايات المتحدة  | 2nd                   | الماراثون             | ألعاب القوى في الألعاب الأولمبية الصيفية 1996 – سيدات ماراثون ‏ |
| 2000                  | ألعاب القوى في الألعاب الأولمبية الصيفية 2000  | سيدني                      | —                     | الماراثون             | ألعاب القوى في الألعاب الأولمبية الصيفية 2000 – سيدات ماراثون ‏ |